# Życie urzędnicze
Życie urzędnicze – magazyn wydawany przez Zarząd Główny Stowarzyszenia Urzędników Państwowych (SUP) w latach 1924–1939. Od 1924 do 1926 miesięcznik. Od 1927 do 1934 dwutygodnik, następnie od 1935 ponownie miesięcznik. Pierwszym redaktorem naczelnym był Stanisław Sasorski. Magazyn redagował także Włodzimierz Lechowicz. W 1939 r. w skład komitetu redakcyjnego Życia wszedł Kazimierz Moczarski
Magazyn stawiał sobie za cel promowanie patriotycznych postaw wśród urzędników, jak i zmianę ich wizerunku wśród społeczeństwa.
Wszyscy członkowie SUP otrzymywali Życie urzędnicze bezpłatnie.